# Superpuchar Polski 1988
La 3ª edizione della Supercoppa di Polonia  si è svolta il 22 luglio 1988. Allo Stadion Miejski di Piotrków Trybunalski si scontrano il Górnik Zabrze, vincitore del campionato e il Lech Poznań, vincitore della coppa nazionale.
A vincere il trofeo è stato il Górnik Zabrze, alla sua prima vittoria della competizione.

## Tabellino
| Arbitro: | Michał Listiekwicz |

|                     |           |               |
| Cyroń 8’ 67’ (rig.) | Marcatori | 72’ Juskowiak |